# Na západní frontě klid (film, 2022)
Na západní frontě klid (německy: Im Westen nichts Neues) je německý protiválečný velkofilm uvedený v roce 2022. Byl vytvořen na základě stejnojmenného románu z roku 1929, jehož autorem je Erich Maria Remarque. Film režíroval Edward Berger. V hlavních rolích se objevili Felix Kammerer, Albrecht Schuch, Daniel Brühl, Sebastian Hülk, Aaron Hilmer, Edin Hasanovic a Devid Striesow.

## Příběh
Film podle stejnojmenné knihy Na západní frontě klid z roku 1929 vypráví příběh německého mladíka Paula Bäumera a jeho přátel. Ti se po vypuknutí první světové války pod tlakem okolí nechají naverbovat do armády. Ačkoli zpočátku převažuje nadšení, po čase ve výcviku a později na frontě ztrácejí životní hodnoty i chuť do života. Když se Paul dostane na propustku na chvíli domů, zjistí, že svět mimo frontu mu je cizí.

## Produkce

### Natáčení
Film se v roce 2021 natáčel v České republice. Hlavní natáčení začalo 9. března 2021 v Praze. Natáčení skončilo po více než 52 dnech 24. května 2021.
Část dekorací vznikala v barrandovských studiích. Natáčelo se na zámku Hořín, ve Skupicích u Postoloprt, v Žatci, na statku v Postoloprtech, v Ralsku a v Praze.
Bojiště první světové války s německými i francouzskými zákopy vyrostlo ve středočeských Milovicích.

## Uvedení
Snímek měl premiéru 12. září 2022 na Mezinárodním filmovém festivalu v Torontu. Na Netflixu byl film celosvětově uveden 28. října 2022.

## Obsazení
| Felix Kammerer           | Paul Bäumer                 |
| Albert Schuch            | Stanislaus "Kat" Katczinsky |
| Aaron Hilmer             | Albert Kropp                |
| Moritz Klaus             | Franz Müller                |
| Adrian Grünewald         | Ludwig Behm                 |
| Edin Hadanovic           | Tjaden Stackfleet           |
| Daniel Brühl             | Matthias Erzberger          |
| Thibault de Montalembert | generál Ferdinand Foch      |
| Devid Striesow           | generál Friedrichs          |
| Andreas Döhler           | poručík Hoppe               |

## Ocenění
| Cena                                          | Datum             | Kategorie                                              | Ocenění | Výsledek  | Ref.   |
| --------------------------------------------- | ----------------- | ------------------------------------------------------ | --- | --------- | ------ |
| National Board of Review                      | 8. prosince 2022  | Pět nejlepších cizojazyčných filmů                     | Na západní frontě klid | vítězství | [ 6 ]  |
| National Board of Review                      | 8. prosince 2022  | Nejlepší adaptovaný scénář                             | Ian Stokell, Edward Berger a Lesley Paterson | vítězství | [ 6 ]  |
| Evropské filmové ceny                         | 10. prosince 2022 | Nejlepší masky                                         | Heike Merker | vítězství | [ 7 ]  |
| Evropské filmové ceny                         | 10. prosince 2022 | Nejlepší vizuální efekty                               | Frank Petzold, Viktor Müller and Markus Frank | vítězství | [ 7 ]  |
| Washington D.C. Area Film Critics Association | 12. prosince 2022 | Nejlepší mezinárodní/cizojazyčný film                  | Na západní frontě klid | nominace  | [ 8 ]  |
| St. Louis Gateway Film Critics Association    | 18. prosince 2022 | Nejlepší mezinárodní film                              | Na západní frontě klid | nominace  | [ 9 ]  |
| Dallas–Fort Worth Film Critics Association    | 19. prosince 2022 | Nejlepší cizojazyčný film                              | Na západní frontě klid | 4. místo  | [ 10 ] |
| Alliance of Women Film Journalists            | 5. ledna 2023     | Nejlepší scénář, adaptovaný                            | Edward Berger, Lesley Paterson, Ian Stokell | nominace  | [ 11 ] |
| Alliance of Women Film Journalists            | 5. ledna 2023     | Nejlepší neanglicky mluvený snímek                     | Na západní frontě klid | nominace  | [ 11 ] |
| San Diego Film Critics Society                | 6. ledna 2023     | Nejlepší režisér                                       | Edward Berger | nominace  | [ 12 ] |
| San Diego Film Critics Society                | 6. ledna 2023     | Nejlepší adaptovaný scénář                             | Edward Berger, Lesley Paterson a Ian Stokell | vítězství | [ 12 ] |
| San Diego Film Critics Society                | 6. ledna 2023     | Nejlepší mezinárodní film                              | Na západní frontě klid | vítězství | [ 12 ] |
| San Francisco Bay Area Film Critics Circle    | 9. ledna 2023     | Nejlepší mezinárodní celovečerní film                  | Na západní frontě klid | nominace  | [ 13 ] |
| Zlatý glóbus                                  | 10. ledna 2023    | Nejlepší cizojazyčný film                              | Na západní frontě klid | nominace  | [ 14 ] |
| Georgia Film Critics Association              | 13. ledna 2023    | Nejlepší mezinárodní film                              | Na západní frontě klid | nominace  | [ 15 ] |
| Critics' Choice Movie Awards                  | 15. ledna 2023    | Nejlepší cizojazyčný film                              | Na západní frontě klid | nominace  | [ 16 ] |
| Seattle Film Critics Society                  | 17. ledna 2023    | Nejlepší neanglicky mluvený snímek                     | Na západní frontě klid | nominace  | [ 17 ] |
| Online Film Critics Society                   | 23. ledna 2023    | Nejlepší neanglicky mluvený snímek                     | Na západní frontě klid | nominace  | [ 18 ] |
| Vancouver Film Critics Circle                 | 13. února 2023    | Nejlepší cizojazyčný film                              | Na západní frontě klid | vítězství | [ 19 ] |
| Houston Film Critics Society                  | 18. února 2023    | Nejlepší cizojazyčný film                              | Na západní frontě klid | nominace  | [ 20 ] |
| Art Directors Guild Awards                    | 18. února 2023    | Excelentní scénografie dobového filmu                  | Christian M. Goldbeck | nominace  | [ 21 ] |
| Filmová cena Britské akademie                 | 19. února 2023    | Nejlepší film                                          | Malte Grunert | vítězství | [ 22 ] |
| Filmová cena Britské akademie                 | 19. února 2023    | Nejlepší režie                                         | Edward Berger | vítězství | [ 22 ] |
| Filmová cena Britské akademie                 | 19. února 2023    | Nejlepší herec ve vedlejší roli                        | Albrecht Schuch | nominace  | [ 22 ] |
| Filmová cena Britské akademie                 | 19. února 2023    | Nejlepší adaptovaný scénář                             | Edward Berger, Lesley Paterson, Ian Stokell | vítězství | [ 22 ] |
| Filmová cena Britské akademie                 | 19. února 2023    | Nejlepší neanglicky mluvený film                       | Edward Berger, Malte Grunert | vítězství | [ 22 ] |
| Filmová cena Britské akademie                 | 19. února 2023    | Nejlepší obsazení                                      | Simone Bär | nominace  | [ 22 ] |
| Filmová cena Britské akademie                 | 19. února 2023    | Nejlepší kamera                                        | James Friend | vítězství | [ 22 ] |
| Filmová cena Britské akademie                 | 19. února 2023    | Nejlepší kostýmy                                       | Lisy Christl | nominace  | [ 22 ] |
| Filmová cena Britské akademie                 | 19. února 2023    | Nejlepší střih                                         | Sven Budelmann | nominace  | [ 22 ] |
| Filmová cena Britské akademie                 | 19. února 2023    | Nejlepší masky a účesy                                 | Heike Merker | nominace  | [ 22 ] |
| Filmová cena Britské akademie                 | 19. února 2023    | Nejlepší filmová hudba                                 | Volker Bertelmann | vítězství | [ 22 ] |
| Filmová cena Britské akademie                 | 19. února 2023    | Nejlepší scénografie                                   | Christian M. Goldbreck, Ernestine Hipper | nominace  | [ 22 ] |
| Filmová cena Britské akademie                 | 19. února 2023    | Nejlepší zvuk                                          | Lars Ginzsel, Frank Kruse, Viktor Prášil, Markus Stemler                                                                                                   | vítězství | [ 22 ] |
| Filmová cena Britské akademie                 | 19. února 2023    | Nejlepší speciální vizuální efekty                     | Markus Frank, Kamil Jafar, Viktor Müller, Frank Petzoid | nominace  | [ 22 ] |
| Hollywood Critics Association Awards          | 24. února 2023    | Nejlepší mezinárodní film                              | Na západní frontě klid | nominace  | [ 23 ] |
| Golden Reel Awards                            | 26. února 2023    | Vynikající úspěch ve střihu zvuku – cizojazyčný film   | Frank Kruse, Markus Stemler, Alexander Buck, Benjamin Hörbe, Alexander Buck, Thomas Kalbér, Moritz Hoffmeister, Kuen Il Song, Carsten Richter, Daniel Weis | vítězství | [ 24 ] |
| Cinema Audio Society Awards                   | 4. března 2023    | Vynikající úspěch v mixáži zvuku pro film – hraný film | Viktor Prášil, Lars Ginzel, Stefan Korte, Daniel Kresco, Jan Meyerdierks, Hanse Warns                                                                      | nominace  | [ 25 ] |
| Oscar                                         | 12. března 2023   | Nejlepší film                                          | Malte Grunert | nominace  | [ 26 ] |
| Oscar                                         | 12. března 2023   | Nejlepší adaptovaný scénář                             | Edward Berger, Lesley Paterson a Ian Stokell | nominace  | [ 26 ] |
| Oscar                                         | 12. března 2023   | Nejlepší cizojazyčný film                              | Německo | vítězství | [ 26 ] |
| Oscar                                         | 12. března 2023   | Nejlepší hudba                                         | Volker Bertelmann | vítězství | [ 26 ] |
| Oscar                                         | 12. března 2023   | Nejlepší zvuk                                          | Viktor Prášil, Frank Kruse, Markus Stemler, Lars Ginzel a Stefan Korte                                                                                     | nominace  | [ 26 ] |
| Oscar                                         | 12. března 2023   | Nejlepší výprava a dekorace                            | Christian M. Goldbeck a Ernestine Hipper | vítězství | [ 26 ] |
| Oscar                                         | 12. března 2023   | Nejlepší kamera                                        | James Friend | vítězství | [ 26 ] |
| Oscar                                         | 12. března 2023   | Nejlepší masky                                         | Heike Merker a Linda Eisenhamerová | nominace  | [ 26 ] |
| Oscar                                         | 12. března 2023   | Nejlepší vizuální efekty                               | Frank Petzold, Viktor Müller, Markus Frank a Kamil Jafar                                                                                                   | nominace  | [ 26 ] |